# Deian Verón
Deian Verón (La Plata, 25 de septiembre de 2000) es un futbolista profesional argentino que juega como centrocampista en Miami F. C. de la USL Championship. 
Es hijo del exfutbolista Juan Sebastián Verón y nieto del también exfutbolista Juan Ramón Verón.

## Carrera profesional
Verón comenzó en la cantera de Estudiantes, debutó en la reserva el 24 de noviembre de 2017 frente a Atlético Tucumán a las órdenes de Leandro Benítez. Fue ascendido al primer equipo de Ricardo Zielinski en enero de 2021 y se le asignó la camiseta número 11; el mismo número que usaron su padre y su abuelo para el club. Inicialmente apareció en el banco de suplentes en los partidos de la Copa de la Liga Profesional contra River Plate, Godoy Cruz y Racing Club.
Verón, de veinte años, hizo su debut absoluto el 7 de marzo de 2021, durante una victoria por 5-0 en la Copa de la Liga como visitante ante Arsenal de Sarandí, reemplazando a Juan Sánchez Miño.
En enero de 2022, Verón fue cedido a Central Córdoba (SdE) hasta finales de 2022. El 14 de julio de 2022 marcó su primer gol en la primera división de Argentina.
Para finales de enero de 2024 sale a préstamo por un año al equipo de Deportes La Serena de Chile. La operación se hizo efectivo sin cargo y con una opción de compra.
El 11 de febrero de 2024, antes del inicio de la temporada regular, sufrió una lesión ligamentaria que lo dejó varios meses fuera de las canchas. En mayo decide volver a Estudiantes para continuar su recuperación física.
A mediados de diciembre de 2024 rescinde contrato con Estudiantes de La Plata y se incorpora al Miami F. C. de la USL Championship, segunda división del fútbol de Estados Unidos.

## Vida personal
Verón proviene de una familia futbolera. Su padre (Juan Sebastián), tío (Iani), abuelo (Juan Ramón) y tío abuelo (Pedro Verde) jugaron al fútbol profesional.

## Estadísticas de carrera
- Actualizado hasta el 11 de febrero de 2024.

| Equipo | Div.                | Temporada           | Liga  | Liga  | Copas Nacionales (1) | Copas Nacionales (1) | Copas Internacionales (2) | Copas Internacionales (2) | Total | Total |
| Equipo | Div.                | Temporada           | Part. | Goles | Part.                | Goles                | Part.                     | Goles                     | Part. | Goles |
| Estudiantes de La Plata Argentina | 1ª                  |                     |       |       |                      |                      |                           |                           |       |       |
| Estudiantes de La Plata Argentina | 1ª                  | 2021                | 1     | 0     | 1                    | 0                    | -                         | -                         | 2     | 0     |
| Estudiantes de La Plata Argentina | 1ª                  | 2023                | 2     | 0     | 2                    | 0                    | 2                         | 0                         | 6     | 0     |
| Estudiantes de La Plata Argentina | Total               | Total               | 3     | 0     | 3                    | 0                    | 2                         | 0                         | 8     | 0     |
| Central Córdoba (SdE) Argentina | 1ª                  | 2022                | 14    | 1     | 5                    | 0                    | 0                         | 0                         | 19    | 1     |
| Central Córdoba (SdE) Argentina | Total               | Total               | 14    | 1     | 5                    | 0                    | 0                         | 0                         | 19    | 1     |
| Deportes La Serena · Chile | 2ª                  | 2024                | —     | —     | —                    | —                    | —                         | —                         | 0     | 0     |
| Deportes La Serena · Chile | Total               | Total               | -     | -     | -                    | -                    | -                         | -                         | -     | -     |
| Miami F. C. Estados Unidos | 2ª                  | 2025                | 0     | 0     | 0                    | 0                    | —                         | —                         | 0     | 0     |
| Miami F. C. Estados Unidos | Total               | Total               | -     | -     | -                    | -                    | -                         | -                         | -     | -     |
| Total en su carrera | Total en su carrera | Total en su carrera | 17    | 1     | 8                    | 0                    | 2                         | 0                         | 27    | 1     |
| (1) Las copas nacionales se refiere a la Copa Argentina y Copa de la Liga Profesional. (2) Las copa internacionales se refiere a la Copa Sudamericana. |                     |                     |       |       |                      |                      |                           |                           |       |       |

## Palmarés
| Título         | Club                    | País      | Año  |
| -------------- | ----------------------- | --------- | ---- |
| Copa Argentina | Estudiantes de La Plata | Argentina | 2023 |

## Redes sociales
- Instagram

- Datos: Q105824976